# Innocent (album)
Innocent - debiutancki album studyjny polskiego zespołu hip-hopowego Official Vandal. Wydawnictwo ukazało się 20 października 2014 roku nakładem wytwórni muzycznej Prosto.
Album dotarł do 27. miejsca zestawienia OLiS.

## Lista utworów
Opracowano na podstawie materiału źródłowego.
1. "Ha Ha Ha" (produkcja: Szczur, gościnnie: Eros, scratche: DJ Grubaz) - 4:41
2. "Dla mnie to" (produkcja: Szczur, gościnnie: Rufuz i Merd (Dobry Towar)) - 5:03
3. "Dajcie żyć" (produkcja: Szczur) - 4:42
4. "Bez parcia na szkło" (produkcja: Szczur, scratche: DJ Black Belt Greg) - 3:05
5. "Adrenalina" (produkcja: Szczur, scratche: DJ Kebs) - 3:14
6. "Zajechane twarze" (produkcja: Szczur, scratche: DJ Kebs) - 3:37
7. "Madryt, Berlin" (produkcja: Szczur, scratche: DJ Kebs) - 3:41
8. "Wiecznie młodzi" (produkcja: Szczur, scratche: DJ Black Belt Greg) - 2:33
9. "Innocent" (produkcja: Szczur, scratche: DJ Black Belt Greg) - 4:04
10. "Nietolerancja" (produkcja: Szczur, gościnnie: Ratel, WB Motyv i HEMO) - 3:32
11. "Alko i tagi" (produkcja: Szczur, gościnnie: Bondar, scratche: DJ Black Belt Greg) - 2:53
12. "Za późno by się bać" (produkcja: Szczur, scratche: DJ Falcon) - 3:39
13. "Crazy hip-hop" (produkcja: Szczur, gościnnie: Bael DCH) - 3:11
14. "Szkodniki" (produkcja: Szczur, gościnnie: Hudy HZD i Merd (Dobry Towar)) - 4:38
15. "One Love" (produkcja: Szczur, scratche: DJ Grubaz) - 3:13
16. "Świat to bestia" (produkcja: Szczur) - 3:53
17. "Szlajana (RMX)" (produkcja: Opiat) - 2:57